# Širo Misaki
Širo Misaki (japonsko 三崎 四郎), japonski nogometaš.
Za japonsko reprezentanco je odigral tri uradne tekme.